# Зомбковицький замок
Зомбковицький замок (пол. Zamek w Ząbkowicach Śląskich, нім. Schloss Frankenstein) — ренесансна оборонна будівля у місті Зомбковіце-Шльонське у Нижньосілезькому воєводстві в Польщі, зведена у 1522-1532 роках на місці готичного оборонного замку. У наш час замок являє собою збережені руїни, доступні для відвідування туристами.

## Історія
Першопочатковий готичний замок було побудовано у XIV столітті. Найдавніші згадки про укріплення в Зомбковіцах-Шльонських датуються 1321 роком. У 1335 році він витримав облогу чеських військ, однак уже в наступному році був переданий Болеславом II Зембицьким в якості застави Люксембургам, і в підсумку проданий разом з містом його сином - Міколаєм Малим. Під час гуситських воєн замок було знищено, після чого вже нові власники модернізували та зміцнили його. У середині XV століття замок став власністю синів чеського короля Їржі з Подєбрад. Внаслідок атаки міщан Вроцлава, Свідниці та Ниси його було пошкоджено у 1468 році. У 1489 році замок впродовж кількох місяців облягав угорський король Матвій Корвін. Після того, як йому врешті-решт вдалося захопити замок, той залишався у його володінні до 1490 року.
У 1522 (або 1524) – 1532 роках Карел I Мюнстерберзький, зембицький князь, частково розібрав позосталі мури та перебудував замок у стилі ренесансу. Нова резиденція містила залишки старої твердині, що можна простежити на південній стіні тепер зруйнованого замку. Випуклість на цій стіні фактично співпадає з лінією мурів давньої готичної споруди. Будівельником цього об’єкта з добре замаскованою оборонною системою був Бенедикт Рейт.
Після облог, штурмів та руйнувань впродовж наступних століть, замок було остаточно покинуто у 1728 році, а його стан ще більше погіршився внаслідок пожежі у 1784 році. У міжвоєнний період в замку діяли регіональний музей та туристичний притулок. В наш час він законсервований та підтримується як постійна руїна.
У грудні 2013 року був завершений другий етап ремонтних робіт на замку, що передбачав укріплення корони мурів східного та південного крила та зміцнення південно-східної бастеї.

## Архітектура
Замок було закладено у формі квадрату, оборону мурів можна було здійснювати фланговим обстрілом, завдяки двом наріжним, трирівневим бастеям, розташованим по діагоналі. Житлові приміщення, освітлені зовнішніми вікнами, розміщувалися на верхніх поверхах. Вершини стін мали декоративний аттик, який захищав пости вартових, а його вікна слугували стрільницями. Над головним в'їздом у двір, зі сходу, було розміщено герб засновника замку, окрім того жодних інших прикрас не було. Суворий портал, зроблений з тесаного каменю, що закінчувався стрільчастою аркою, нагадуючи готику. Над брамою височіла вежа завершена аттиком. Поруч з нею була вужча хвіртка для піших. Над входом був додатковий пост вартових з отвором для стрільби. Окрім надбрамної вежі, на північно-східній стороні мурів була ще одна невеличка кругла вежа. Подвір’я замку прикрашали ренесансні клуатри.

## Фотогалерея

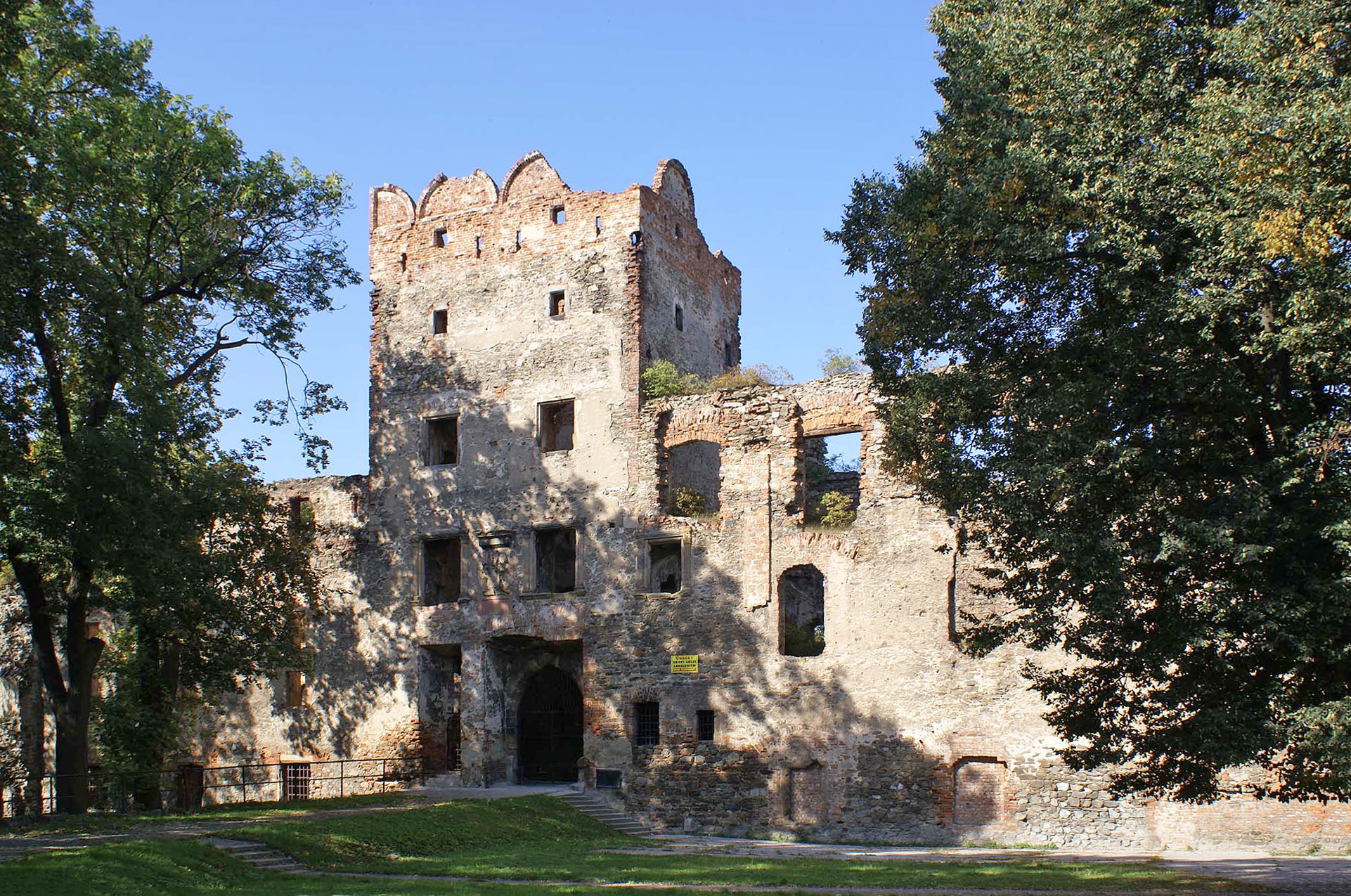
Вежа замку
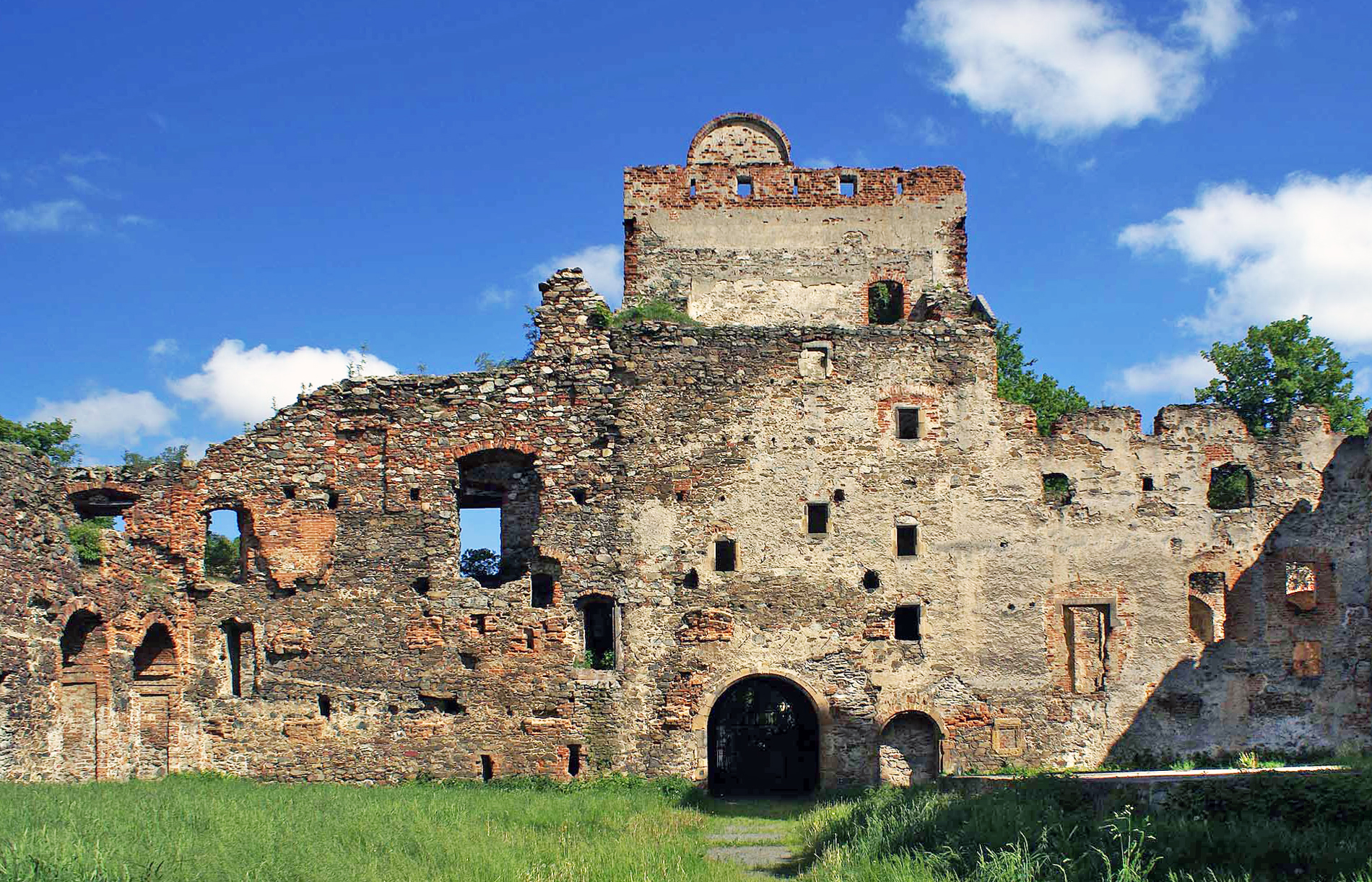
Руїни замку
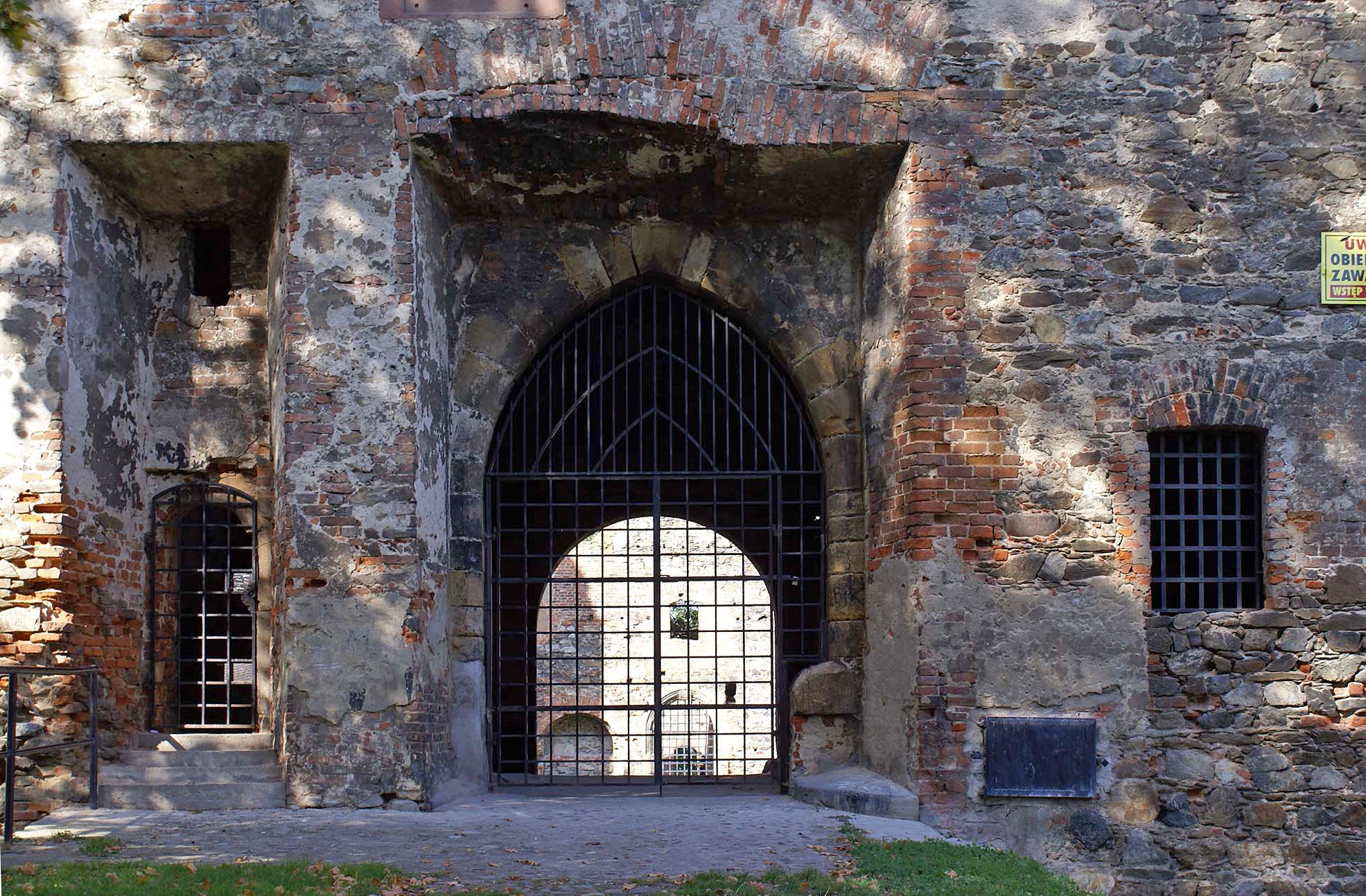
Руїни замку
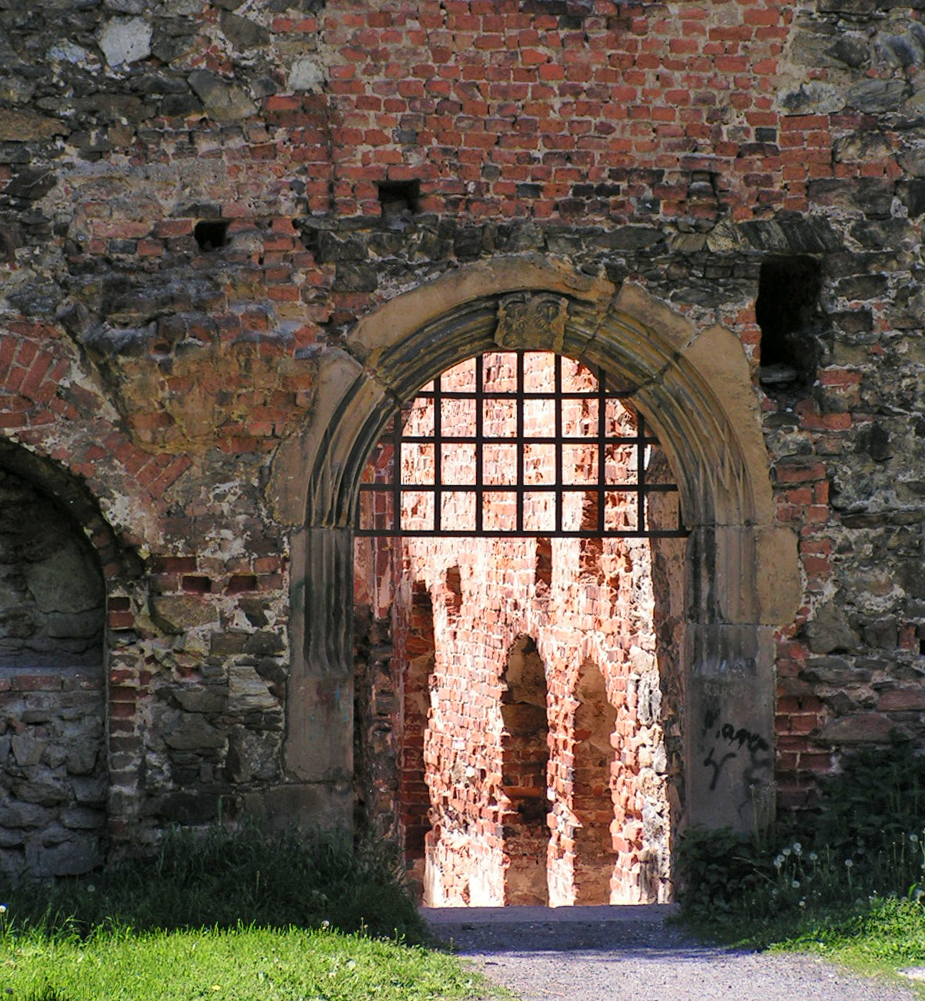
Вхід до замку
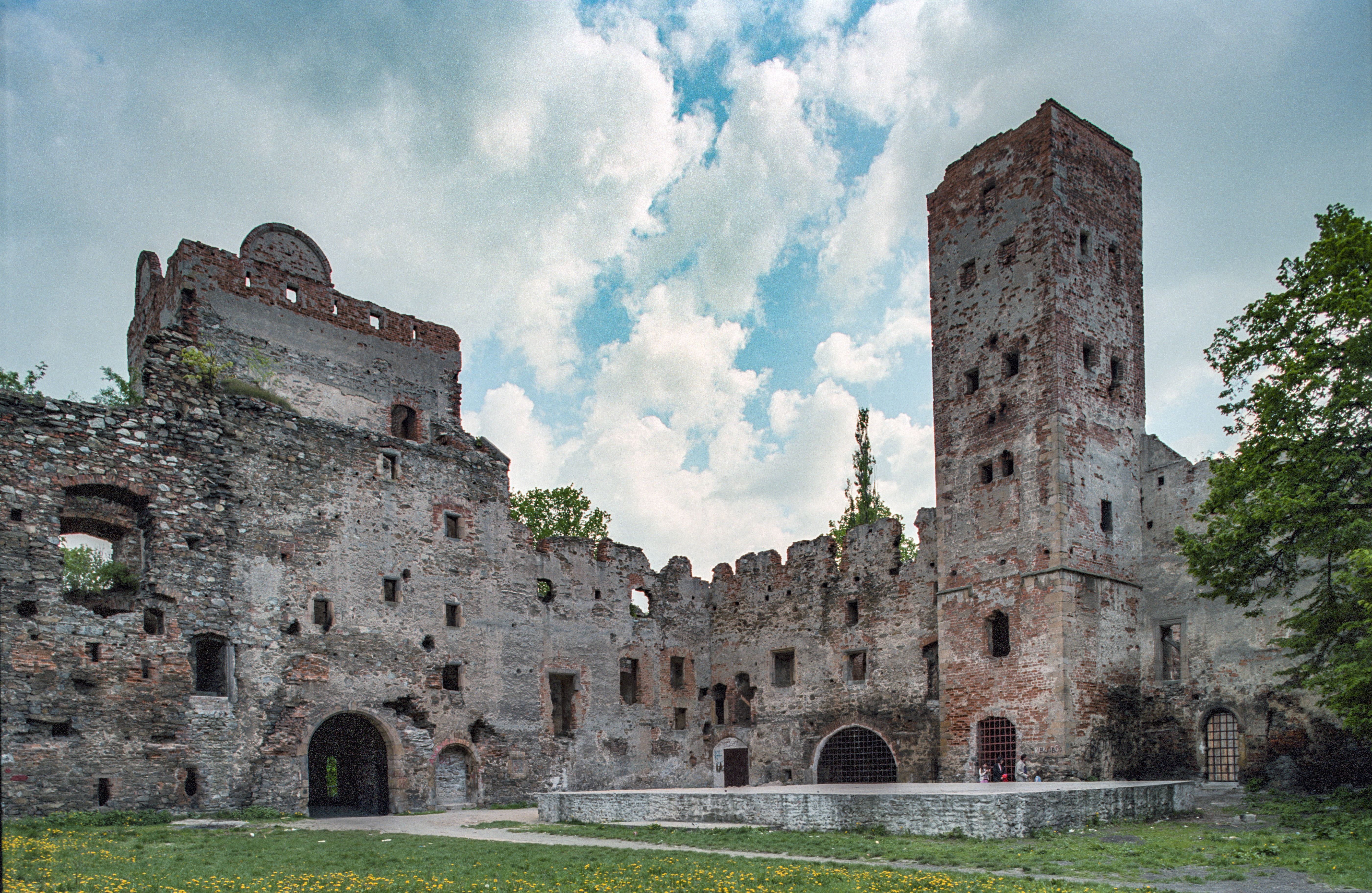
Вигляд замку із замкового двору